# OTMA

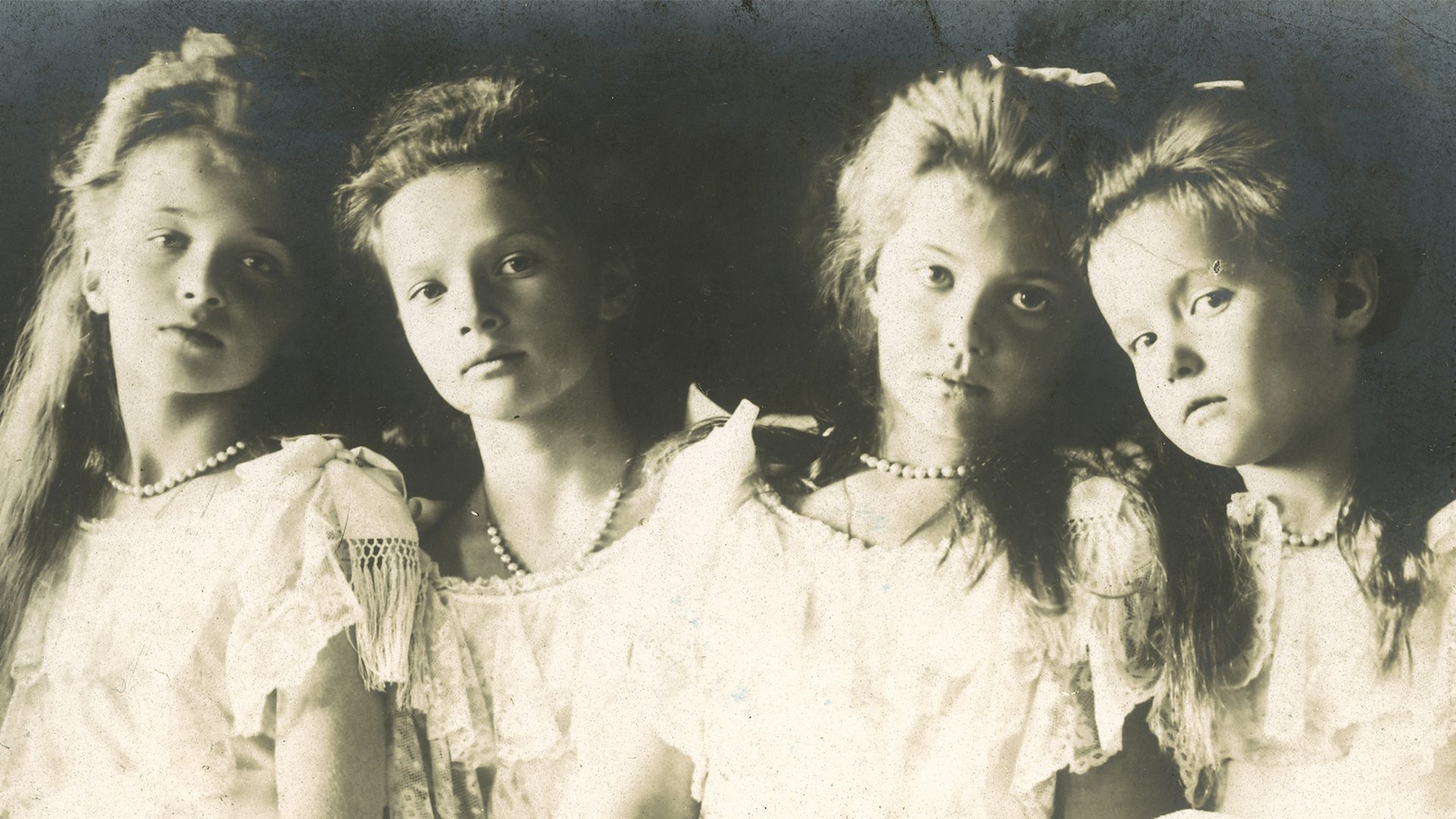
A nagyhercegnők 1906-ban (balról jobbra: Olga, Tatyjana, Marija, Anasztaszija

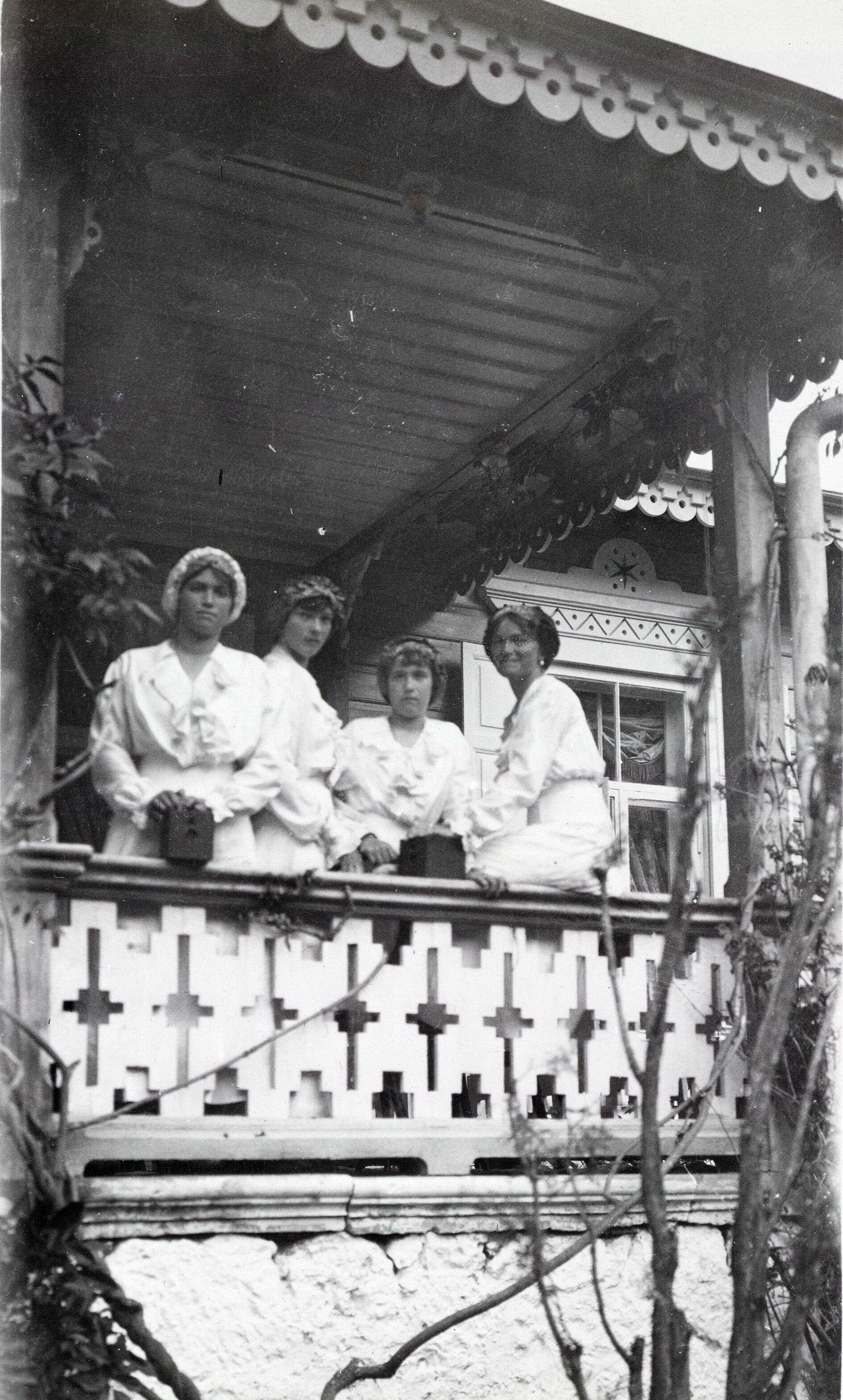
Balról jobbra: Marija, Tatyjana, Anasztaszija és Olga 1914-ben (Beinecke Library)

Az OTMA mozaikszót II. Miklós orosz cár és Alexandra Fjodorovna cárné és négy lánya használta. A gyermekek nevének első betűjéből alkották meg.

## Magyarázat
A lányok születési sorrendben, keresztnevük első betűjét felhasználva alakították ki a mozaikszót.
| Keresztnév (oroszul) | Teljes név            | Születési idő        |
| -------------------- | --------------------- | -------------------- |
| Ольга                | Olga Romanova         | (1895. november 15.) |
| Татьяна              | Tatyjana Romanova     | (1897. június 10.)   |
| Мария                | Marija Romanova       | (1899. június 26.)   |
| Анастасия            | Anasztaszija Romanova | (1901. június 18.)   |

A négy lány nevének kezdőbetűjéből az „OTMA” jött ki, és a nagyhercegnők ezentúl gyakran csak így írták alá a neveiket. Olga és Tatyjana alkotta a „Nagy Párt”, Marija és Anasztaszija pedig a „Kis Párt”. A lányok – annak ellenére, hogy nagyon különbözőek voltak – szinte mindig egymás társaságát élvezték.

## Sorsuk
A február 23-i polgári forradalom után a cári család házi őrizetbe került Carszkoje Szelóban. Később továbbszállították őket Tobolszkba, majd innét a fehér (royalista) csapatok közeledése miatt az Urál-hegységben lévő Jekatyerinburgba. Itt egy mérnök birtokán, az Ipatyev-házban szállásolták el őket.
1918. július 16-ról 17-re virradóra a bolsevikok agyonlőtték a cári családot Jekatyerinburgban.

## Emlékezetük
Az orosz ortodox egyház 2000-ben szentté avatta őket.